# 罗伯托·阿泽维多
罗伯托·阿泽维多（葡萄牙語：Roberto Azevêdo，葡萄牙語發音：[ʁoˈbɛʁtu azeˈvedu]；1957年10月3日—）是一名巴西外交官，他自2008年起担任巴西驻世界贸易组织大使。2013年5月当选为世贸组织新一任总干事，并于同年9月1日正式接替帕斯卡尔·拉米。

## 早年
他生于巴西東北部的一座滨海城市、巴伊亚州的首府萨尔瓦多，曾攻讀巴西利亚大学的电机工程专业及里約·布蘭科學院（巴西外交官學院）的国际关系专业。
除了葡萄牙语外，他还能操流利英语、法语和西班牙语。

## 事业
他于1984年进入巴西外交部门工作，曾先后在巴西駐美國大使館（1988–91）、巴西駐乌拉圭大使館（1992–94）和瑞士日内瓦的巴西常駐代表處（1997–2001）工作。

### 世贸总干事
2013年5月，他在获得金砖国家以及许多拉丁美洲、亚洲和非洲国家的支持下，赢得159个WTO成员国中的大多数赞成票，战胜了受到美国和欧盟支持的墨西哥候选人、当年62岁的埃米尼奥·布兰科（Herminio Blanco），成为世贸组织的新一任总干事。正式选举结果于5月14日的会议上公布。
2020年5月14日，阿澤維多宣布，他将于同年8月31日正式离任，提前一年结束任期。

## 个人生活
他妻子是外交官、巴西常驻日内瓦联合国办事处的代表 Maria Nazareth Farani Azevêdo，两人育有两个女儿。